# Rubus loosii
Rubus loosii es una especie de planta del género Rubus, perteneciente a la familia Rosaceae.

## Taxonomía
Rubus loosii fue descrita por H. E. Weber en 1995.

## Distribución
Se encuentra en el territorio de Alemania.